# إذاعة بجاية
إذاعة بجاية أو إذاعة الصومام هي إذاعة محلية بولاية بجاية الجزائرية تبث برامجها باللغة العربية واللهجة القبائلية على موجة أف أم 88.70 و 90.9. بدأت بثها بتاريخ 19 أوت 1996.

## وصلات خارجية
- قائمة الإذاعات المحلية بالجزائر
- الموقع الرسمي لإذاعة بجاية
- شبكة الإذاعات الجهوية
- للاستماع لإذاعة بجاية الصومام

قالب:إذاعات جزائرية